# Adnan Mravac
Adnan Mravac (serbio cirílico: Аднан Мравац, nacido el 10 de abril de 1982 (42 años) es un futbolista bosnio internacional, con un contrato de tres años con el SV Mattersburg de Austria.

## Carrera
Adnan Mravac comenzó su carrera en Jedinstvo Bihać. 